# Leptopterigynandrum
Leptopterigynandrum là một chi rêu trong họ Thuidiaceae.